# Dansbandskampen
Dansbandskampen war ein Musikwettbewerb im schwedischen Fernsehen zwischen 2008 und 2010. Produzent und Moderator war in den ersten beiden Staffeln Peter Settmann, in der dritten Staffel moderierte Christine Meltzer. Am 4. Mai 2011 gab der Sender SVT bekannt, Dansbandkampen zu beenden.

## Hintergrund
Die Aufnahme der ersten zwei Spielzeiten fanden in der Svenska Hem Arena auf Tosterön statt. Die dritte Staffel wurde im Nyaparken in Norrköping aufgenommen.
Jedes Turnier wurde in zwei Etappen eingeteilt, in der ersten wurde ein optionaler Song gespielt, der normalerweise nicht mit Tanzgruppen in Verbindung gebracht wird. Dann folgte die zweite Stufe, Dance Band Classics, in der ein berühmter Tanzband-Song gespielt wurde. Im Finale durften diejenigen, die weitermachten, auch ein neu geschriebenes, selbstproduziertes Lied spielen, und da nur noch zwei Bands übrig waren, spielten beide jede Version eines bestimmten vorgegebenen Songs.
Kommentatoren halfen den Zuschauern, Schwedens beste Tanzband zu präsentieren, indem sie die Auftritte der Bands bewerteten, aber die Zuschauer bestimmten das Ergebnis, indem sie per Telefonvoting für ihre Favoriten anrufen konnten.
Am 4. Mai 2011 gab SVT bekannt, dass das Programm auf Eis gelegt wurde.
Der Wettbewerb rückte die Tanzkultur in den Medien Schwedens in ein neues Licht, da sie in der Vergangenheit nur eine bescheidene Rolle gespielt hatte. Versuche das Konzept außerhalb Schweden publik zu machen, wurden diskutiert und mit der Disco-Folk-Version in Polen und in den Vereinigten Staaten gestartet.
Die Musikervereinigung kritisierte das schwedische Fernsehen, da den Teilnehmern nur 1500 Kronen pro Band und Abend bezahlt wurde, was weit unter den üblichen Honoraren lag.

## Platzierungen
| Jahr | 1.            | 2.      |
| ---- | ------------- | ------- |
| 2008 | Larz-Kristerz | Scotts  |
| 2009 | Playtones     | Titanix |
| 2010 | Elisas        | Willez  |